# Dais Col
Der Dais Col (übersetzt: Podiumssattel) ist ein 600 m hoher Bergsattel im ostantarktischen Viktorialand. Er verbindet im Wright Valley den Ostrand des Labyrinths mit dem Westrand des Dais.
Das Advisory Committee on Antarctic Names verlieh dem Gebirgspass 1997 seinen deskriptiven Namen in Zusammenhang mit der Benennung des gleichnamigen Tafelbergs.